# نينورتا أبلا
نينورتا أبلا هو ملك بابلي تولى حكم مملكة بابل من سنة 800-790 ق م، ويعتقد بأنه تم تنصيبه من قبل أداد نيراري الثالث ملك آشور ملكاً على بابل، خلفه في الحكم مردوخ بيل زيري.